# فوكه وولف فو 187
فوكه وولف فو 187 (بالإنجليزية: Focke-Wulf Fw 187)‏ هي طائرة مقاتلة بمحركين أنتجت في ألمانيا. من تصميم  فوك وولف وصناعة كورت تانك . كانت تستخدم بشكل أساسي من قبل سلاح الجو الألماني. كان أول طيران لها في 1937. صنع منها 9 طائرات فقط حيث  طورت في اواخر ثلاثينيات القرن الماضي (1930)  لم ترى القيادة الجوية اي ميزة لتصميمها 